# Mogoșoaia
Mogoșoaia – wieś w Rumunii, w okręgu Ilfov, w gminie Mogoșoaia. W 2011 roku liczyła 7625 mieszkańców.